# Thousand Foot Krutch
Таузанд Фут Крач (енгл. Thousand Foot Krutch) (скраћено ТФК) је канадски рок бенд основан 1995. године. До сада су објавили осам албума од којих је један објављен уживо и три ремикс албума. Певач Тревор Мекнивен (енгл. Trevor McNevan) и бубњар Стив Аугустин (енгл. Steve Augustine) су такође и чланови групе ФМ Статик (енгл. FM Static). Џоел Брајер (енгл. Joel Bruyere) је започео сопствени пројекат под називом "Соба за цртање" (енгл. "The Drawing Room") 2009. године. Бенд је продао милион албума до фебруара 2014. године.

## O члановима групе
Тревор је основао бенд у граду Питербороу (Онтарио), североисточно од Торина где је и ишао у средњу школу. Џоел Брајер је рођен у Брентфорду и био је Мекнивенов најбољи пријатељ из детињства. Иако се рано одселио њих двојица су остали у контакту. Мекнивенова прва група је Одбол (енгл. Oddball), док су остали чланови групе били гитариса Дејв Смит (енгл. Dave Smith), басиста Тим Бакстер (енгл. Tim Baxter) и бубњар Нил Сандерсон (енгл. Neil Sanderson), Мекнивенов добар пријатељ и бубњар групе Три Дејс Грејс (енгл. Three Days Grace). Група Одбол је снимила само један албум, Шатербуг (енгл. Shutterbug), који је објављен 1995. године. Мекнивен је оснивачки члан групе ТФК (заједно са гиарисом Дејвом Смитом) формиране 1997. године у Питербороу. Мекнивен је смислио име групе ТФК да "симболизује тачку у нашим животима од које не можемо успети сопственим снагама". Он је написао и објавио седам албума са ТФК до данас и још четири са својим споредни пројекатом ФМ Статик.

## Историјат

### Shutterbug(1995–1996)
Албум је објавио Тревор Мекнивен 1995. године у групи Одбол. У групи су свирали Мекнивен, Дејв Смит (гитара), Тим Бакстер (бас) и Нил Сандерс (бубањ). На албуму има 27 песама.

### That's What People Do (1997–1999)
Албум је писан 1997. године, када је Мекнивен основао групу ТФК. Објављен је 1998. године и продато је преко 5.000 примерака.

### Set It Off (2000–2002)
Албум је објављен 14. новембра 2000. године. Овај албум је прво поп издање групе. Албум је штампан у ограниченом броју. Дејв Смит је напустио групу кога је заменио Мајк Харисон, који такође напишта групу након годину дана. Након Смитовог, Мекнивен је почео да пише све гитариске линије.

### Phenomenon (2003–2004)
Године 2003. након дугог разматрања објавили су други дугометражни ЦД, који је потписан са Тут енд Неил Рекордс (енгл. Tooth & Nail Records). Албум је добро примљен који је имао четири популарне радио-песме. Овај албум је најпродаванији у историји ове продукције.

### The Art of Breaking (2005–2006)
Године 2005, 19.јула бенд је објавио свој трећи албум под насловом The Art of Breaking, продуцент им је био Арнолд Лени (енгл. Arnold Lanni). Овај албум је потпуни раскид са ну металом, након чега се бенд фокусира се на теже звуке.

### The Flame in All of Us (2007–2008)
Након рада у студију са продуцентом Кеном Ендрузом (енгл. Ken Andrews), објавили су албум The Flame in All of Us 18. септембра 2007. године.

### The End Is Where We Begin (2011–2013)
На Соулфесту 2011. године ТФК је најавио да ће почети са снимањем албума 8. августа. Албум је објављен 17. априла 2012. године. Мекнивен је објавио на Твитеру да ће се албум звати "The End Is Where We Begin". Новембра 29, 2011. бенд је најавио да напушта Тут енд Неил Рекордс и да ће овај албум издати самостално.

### OXYGEN:INHALE and EXHALE (2014–данас)
Дана 27. марта, 2014. бенд је најавио да ће почети са снимањем новог албума 21. априла. Мекнивен је у интервјуу изјавио је да ће албум бити објављен 26. августа 2014. године под насловом . Бенд је покренуо кампању за прикупљање средстава за издавање албума у мају. Први сингл са албума, Born this way објављен је 22. јула. Други сингл, под називом Untraveled Road је објављен 6. августа на Јутјубу. Комплетан албум је објављен 19. августа.
Exhale ће бити објављен 17. јуна 2016. године.

## Чланови
Садашњи
- Тревор Мекнивен - вокали, гитара(студио) (1995–данас)
- Џоел Брајер - бас гитара, пратећи вокал (1999–данас)
- Стив Аугустин - бубњеви (2002–данас)

Оснивачи
- Нил Сандерсон - бубњеви (1996–1997)
- Тим Бакстер - бас гитара (1995-1998)
- Дејв Смит - гитара (1996-2002)
- Кристијан Харви - бубњеви (1997–2000)
- Џеф "Џони Орбитал" Лафорет - бубњеви (2000–2002)

Чланови групе ТФК кроз историју
Unable to compile EasyTimeline input:

Timeline generation failed: 5 errors found

Line 8:   id:Vocals  value:red        legend:Вокали/гитара (студио)

- Invalid attribute '(студио)' ignored.

```
 Specify attributes as 'name:value' pairs.

```

Line 12:   id:Albums  value:black      legend:Студијски албум

- Invalid attribute 'албум' ignored.

```
 Specify attributes as 'name:value' pairs.

```

Line 13:   id:LRE     value:gray(0.5)  legend:Албум уживо/Поновно изд./Прод. верз.

- Invalid attribute 'изд./Прод.' ignored.

```
 Specify attributes as 'name:value' pair(s).

```

Line 13:   id:LRE     value:gray(0.5)  legend:Албум уживо/Поновно изд./Прод. верз.

- Invalid attribute 'верз.' ignored.

```
 Specify attributes as 'name:value' pair(s).

```

Line 13:   id:LRE     value:gray(0.5)  legend:Албум уживо/Поновно изд./Прод. верз.

- Invalid attribute 'уживо/Поновно' ignored.

```
 Specify attributes as 'name:value' pairs.

```

## Дискографија
Као Одбол
- Shutterbug  (1995)

Као ТФК
- That's What People Do (1997)
- Set It Off (2001)
- Phenomenon (2003)
- The Art of Breaking (2005)
- The Flame in All of Us (2007)
- Welcome to the Masquerade (2009)
- The End Is Where We Begin (2012)
- Oxygen: Inhale (2014)
- Exhale (2016)

## Награде и признања
ГМА Награда - Канада (енгл. Gospel Music Association of Canada)
| Година | Награда                                        | Резултат   |
| ------ | ---------------------------------------------- | ---------- |
| 2005   | Извођач године                                 | Освојено   |
| 2005   | Група године                                   | Освојено   |
| 2005   | Модерни рок албум године (The Art of Breaking) | Освојено   |
| 2006   | Спот године (Move)                             | Освојено   |
| 2008   | Група године                                   | Номинација |
| 2008   | Хард рок албум године (The Flame in All of Us) | Номинација |
| 2008   | Хард рок песма године (Falls Apart)            | Номинација |
| 2010   | Рок албум године (Welcome to the Masquerade)   | Освојено   |
| 2010   | Рок песма године (Forward Motion)              | Освојено   |
| 2010   | Хард рок песма године (Bring Me to Life)       | Освојено   |

ГМА Дав награда (енгл. GMA Dove Awards)
| Година | Награда                                      | Резултат   |
| ------ | -------------------------------------------- | ---------- |
| 2004   | Рок албум године (Phenomenon)                | Номинација |
| 2005   | Рок албум године (Set It Off)                | Номинација |
| 2006   | Рок албум године (The Art of Breaking)       | Номинација |
| 2006   | Спот године (Move)                           | Номинација |
| 2008   | Спот године (Falls Apart)                    | Номинација |
| 2010   | Рок албум године (Welcome to the Masquerade) | Номинација |
| 2010   | Рок песма године (Bring Me to Life)          | Номинација |
| 2013   | Рок албум године (The End Is Where We Begin) | Номинација |